# Yoshiko Ogata

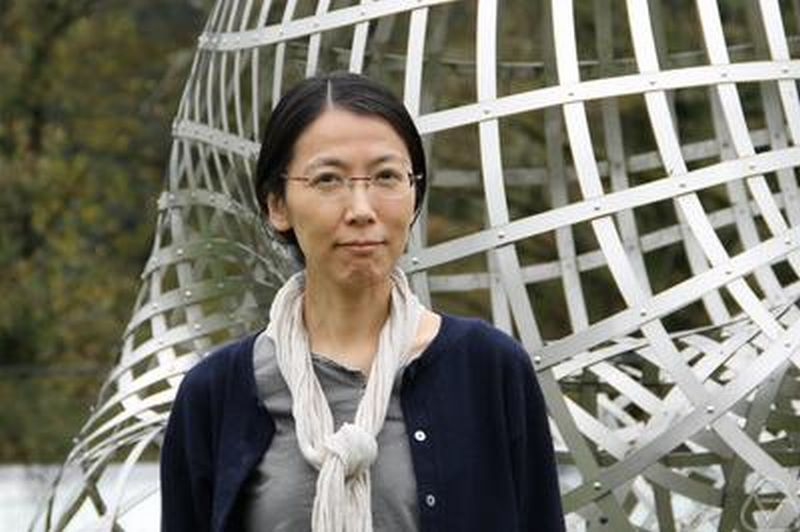
Yoshiko Ogata, 2019

Yoshiko Ogata (japanisch 緒方 芳子 Ogata Yoshiko) ist eine japanische mathematische Physikerin, die sich mit quantenmechanischer Vielteilchentheorie und quantenmechanischer statistischer Mechanik befasst. Sie ist bekannt für eine Klassifikation topologischer Phasen ein- und zweidimensionaler Spinmodelle mit Operatoralgebra-Methoden. Ogata ist Hochschullehrerin an der Universität Tokio.

## Biographie
Yoshiko Ogata wurde an der Universität Tokio promoviert und war als Post-Doktorandin an der Universität Marseille und der University of California, Davis. Danach war sie an der Universität Kyushu und sie ist Professorin in der Mathematikfakultät der Universität Tokio, an der sie seit 2009 ist.
2019 war sie als Simons-Gastprofessor am Mathematischen Forschungsinstitut Oberwolfach. 2021 ist sie eine der Plenarsprecherinnen auf dem International Congress on Mathematical Physics.

## Werk
Sie befasst sich mit quantenmechanischer statistischer Physik des Nicht-Gleichgewichts (Stationärer Zustand des Nichtgleichgewichts, NESS (Nonequilibrium steady state), Ableitung einer Green-Kubo-Formel), asymptotischem Verhalten von Quanten-Spin-Systemen (Prinzip großer Abweichungen, Approximation makroskopischer Observabler durch kommutierende Matrizen in der Norm-Topologie) und Klassifikation von symmetriegeschützten topologischen Phasen in ein- oder zweidimensionalen quantenmechanischen Vielteilchensystemen (Spinsystemen) mit Energielücke (Gap) des Grundzustands. Sie begann dabei mit eindimensionalen quantenmechanischen Spinketten und verfolgt das Programm weiter bei anderen Systemen mit dem Ziel alle solche Hamiltonfunktionen mit Gap zu klassifizieren. Dabei verwendet sie meist den Formalismus der bzw. die Formulierung über Operatoralgebren (C*-Algebren).
Mit Vojkan Jaksic und Claude-Alain Pillet gelang ihr 2006 die Ableitung der Linear-Response-Theorie einschließlich der fundamentalen Onsager-Reziprozitätsrelationen (nach Lars Onsager) mit Operatortheorie in der statistischen Mechanik von stationären Nichtgleichgewichtszuständen (NESS).
Ihr gelangen grundlegende Fortschritte bei der mathematischen Theorie der Quanten-Spinketten. Eine offene Vermutung von F. Duncan M. Haldane von 1983 besagt, dass die Quanten-Spin-Kette im Heisenbergmodell {\displaystyle H=\sum _{j\in \mathbb {Z} }{\vec {S}}_{j}\cdot {\vec {S}}_{j+1}} genau dann einen eindeutigen Bandlücke im Grundzustand hat, falls die Spin-Quantenzahl S ganzzahlig ist. Im Fall der etwas abgewandelten Hamiltonfunktion {\displaystyle H_{1}=\sum _{j\in \mathbb {Z} }{\vec {S}}_{j}\cdot {\vec {S}}_{j+1}+{\frac {1}{3}}{({\vec {S}}_{j}\cdot {\vec {S}}_{j+1})}^{2}} und {\displaystyle S=1} ist bekannt, dass es einen Grundzustand mit eindeutiger Lücke gibt. Bei dem Modell {\displaystyle H_{0}=\sum _{j\in \mathbb {Z} }{(S_{j}^{z})}^{2}} gibt es einen trivialen Grundzustand mit eindeutiger Lücke, bei dem die Spinkomponenten jeweils verschwinden an jedem Platz der Kette. {\displaystyle H_{0}} und {\displaystyle H_{1}} sind glatt miteinander verbunden, falls es interpolierende Hamiltonfunktionen {\displaystyle H_{s}} (mit {\displaystyle 0\leq s\leq 1}) gibt, wobei die jeweiligen Grundzustände mit eindeutiger Lücke ebenfalls glatt miteinander verbunden sind. Xie Chen, Zheng-Cheng Gu und Xiao-Gang Wen vermuteten 2011, dass dies durch jede kurzreichweitige Hamiltonfunktion geschehen kann, was aus der Klassifikationstheorie von Ogata im Spezialfall der Spinketten folgt (2016, 2017). Andererseits vermuteten Gu und Wen 2009, dass bei Benutzung von zeitumkehrinvarianten {\displaystyle H_{s}} (das heißt invariant unter {\displaystyle {\vec {S}}_{j}\to -S_{j}}) {\displaystyle H_{0}} und {\displaystyle H_{1}} niemals so verbunden werden können, sie gehören verschiedenen symmetriegeschützten topologischen Phasen (SPT) an. Das wurde von Ogata ebenfalls in ihrer Klassifikationstheorie bewiesen (Comm. Math. Phys. 2019), und 2020/21 entwickelte sie dazu auch eine allgemeine Theorie, aus der die Vermutung von Guo und Wen ebenfalls folgt. Ihr allgemeiner Indexsatz lautet, dass für eine Spinkette mit eindeutiger Grundzustandslücke, die lokal invariant unter einer Gruppe G ist, die zweite Kohomologiegruppe {\displaystyle H^{2}(G,U(1))} ein topologischer Index ist. Analog fand sie 2021 im zweidimensionalen Spingitter-Fall eine topologische Invariante {\displaystyle H^{3}(G,{\mathbb {T} })}, mit {\displaystyle \mathbb {T} } dem Torus.
Ein weiterer Satz von Ogata betraf {\displaystyle n} asymptotisch miteinander kommutierender hermitescher Matrizen {\displaystyle H_{i}^{\alpha }}
({\displaystyle \alpha =1,\cdots ,n}, asymptotisch für {\displaystyle i\to \infty }) und der Frage, ob diese Matrizen durch kommutierende Matrizen approximierbar sind. Ein klassisches Resultat besagt, dass das für {\displaystyle n\geq 3} im Allgemeinen nicht möglich ist. Ogata zeigte aber 2013, dass dies dann möglich ist, falls die kommutierenden hermiteschen Matrizen {\displaystyle H_{i}^{\alpha }} Dichten einer extensiven Größe in Quanten-Spinsystemen sind (makroskopische Observable). Dabei verwendete sie Operatoralgebra-Techniken.

## Ehrungen
Sie war eine der Plenarsprecher auf der 13. QMath-Konferenz in Atlanta 2016 (A class of asymmetric gapped Hamiltonians on quantum spin chains and its characterization). 2021 erhielt sie den Henri-Poincaré-Preis für „bahnbrechende Arbeit über die mathematische Theorie von Quanten-Spin-Ketten, von der Formulierung von Onsager-Reziprozitäts-Relationen bis zu innovativen Beiträgen zur Theorie von Matrix-Produktzuständen und symmetriegeschützten topologischen Phasen von unendlichen Quantenspinketten“ (Laudatio, Hal Tasaki). 2022 war sie eingeladene Sprecherin auf dem Internationalen Mathematikerkongress (Classification of gapped ground state phases in quantum spin systems). Im selben Jahr erhielt sie den Herbstpreis der Japanischen Mathematischen Gesellschaft.

## Schriften (Auswahl)
- The Stability of the Non-Equilibrium Steady States, Comm.Math. Phys., Band 245, 2004, S. 577–609, Arxiv 2003
- mit Bruno Nachtergaele, Robert Sims: Propagation of Correlations in Quantum Lattice Systems, J. Stat. Phys., Band 124, 2006, S. 1, Arxiv
- mit Vojkan Jakšić, Claude-Alain Pillet: The Green–Kubo Formula for Locally Interacting Fermionic Open Systems, Annales Henri Poincaré, Band 8, 2007, S. 1013–1036
- Large Deviations in Quantum Spin Chains , Comm. Math. Phys., Band 296, 2010, S. 35–68, Arxiv
- mit Luc Rey-Bellet: Ruelle-Lanford functions and large deviations for asymptotically decoupled quantum systems, Review in Math. Phys., Band 23, 2011, S. 211–232, Arxiv
- mit V. Jaksic, C.-A. Pillet, Robert Seiringer: Quantum hypothesis testing and non-equilibrium statistical mechanics, Review in Math. Phys., Band 23, 2012, Heft 6, Arxiv
- Approximating macroscopic observables in quantum spin systems with commuting matrices, Journal of Functional Analysis, Band 264, 2013, Heft 9, Arxiv
- mit Yan Pautrat, Claude-Alain Pillet: Entropic functionals in quantum statistical mechanics, 27. Int. Congress on Math. Phys., 2014, S. 336–343
- mit V. Jaksic, Y. Pautrat, C.-A. Pillet: Entropic Fluctuations in Quantum Statistical Mechanics. An Introduction, in: J. Fröhlich u. a. (Hrsg.) Quantum theory from small to large scales, Les Houches Lectures XCV, 2012, Arxiv 2011
- mit Sven Bachmann: {\displaystyle C^{1}}-Classification of Gapped Parent Hamiltonians of Quantum Spin Chains, Comm. Math. Phys., Band 338, 2015, S. 1011–1042, Arxiv
- A Class of Asymmetric Gapped Hamiltonians on Quantum Spin Chains and its Characterization, 3 Teile, Comm. Math. Phys., Band 348, 2016, S. 847–895, 897–957, Band 353, 2017, S. 1205–1263, Teil 1, Arxiv, Teil 2, Arxiv, Teil 3, Arxiv
- mit Hal Tasaki: Lieb-Schultz-Mattis type theorems for quantum spin chains without continuous symmetry, Comm. Math. Phys., Band 372, 2019, S. 951–962
- mit Alvin Moon: Automorphic equivalence within gapped phases in the bulk, Journal of Functional Analysis, Band 278, 2020, Heft 8
- A {\displaystyle {\mathbb {Z} }_{2}}-index of symmetry protected topological phases with time reversal symmetry for quantum spin chains, Comm. Math. Phys., Band 374, 2020, S. 705–734, Arxiv
- mit Hal Tasaki, Yuji Tachikawa: General Lieb-Schultz-Mattis type theorems for quantum spin chains, Comm. Math. Phys., Band 385, 2021, S. 79–99. Arxiv 2020 (Verallgemeinerung des Aufsatzes mit Tasaki von 2019)
- mit Chris Bourne: The classification of symmetry protected topological phases of one-dimensional fermion systems, Forum Mathematics, Sigma, März 2021, Arxiv 2021
- A classification of pure states on quantum spin chains satisfying the split property with on-site finite group symmetries, Transactions Am. Math. Soc., Band 8, 2021, S. 39–65
- A {\displaystyle H^{3}(G,{\mathbb {T} })}-valued index of symmetry protected topological phases with on-site finite group symmetry for two-dimensional quantum spin systems , Arxiv 2021
- Classification of gapped ground state phases in quantum spin systems, ICM 2022, Arxiv